# Scrupocellaria diegensis
Scrupocellaria diegensis är en mossdjursart som beskrevs av Robertson 1905. Scrupocellaria diegensis ingår i släktet Scrupocellaria och familjen Candidae. Inga underarter finns listade i Catalogue of Life.